# 于庆泰
于庆泰（1956年1月—），男，河北人，生于天津，中华人民共和国政治人物、外交官。

## 生平
1976年，进入中华人民共和国外交部工作，先后在外交部西亚北非司、驻约旦大使馆、驻埃及大使馆、外交部国际司、常驻联合国代表团任职，后任常驻联合国代表团参赞。1999年，任外交部非洲司副司长。2003年4月，出任中华人民共和国驻坦桑尼亚大使。2007年，任外交部气候变化谈判特别代表。2010年9月，出任中华人民共和国驻捷克大使。2014年2月，出任中华人民共和国驻芬兰大使。2016年10月，自驻芬兰大使离任。

## 家庭
已婚，有一子。